# スロータービル (オクラホマ州)
スロータービル（英語: Slaughterville）は、アメリカ合衆国オクラホマ州クリーブランド郡の町。田舎風の雰囲気が維持された森林地帯で、住民や観光客にとって魅力的な自然の景色が楽しめる。人口は4,163人（2020年国勢調査）。

## 歴史

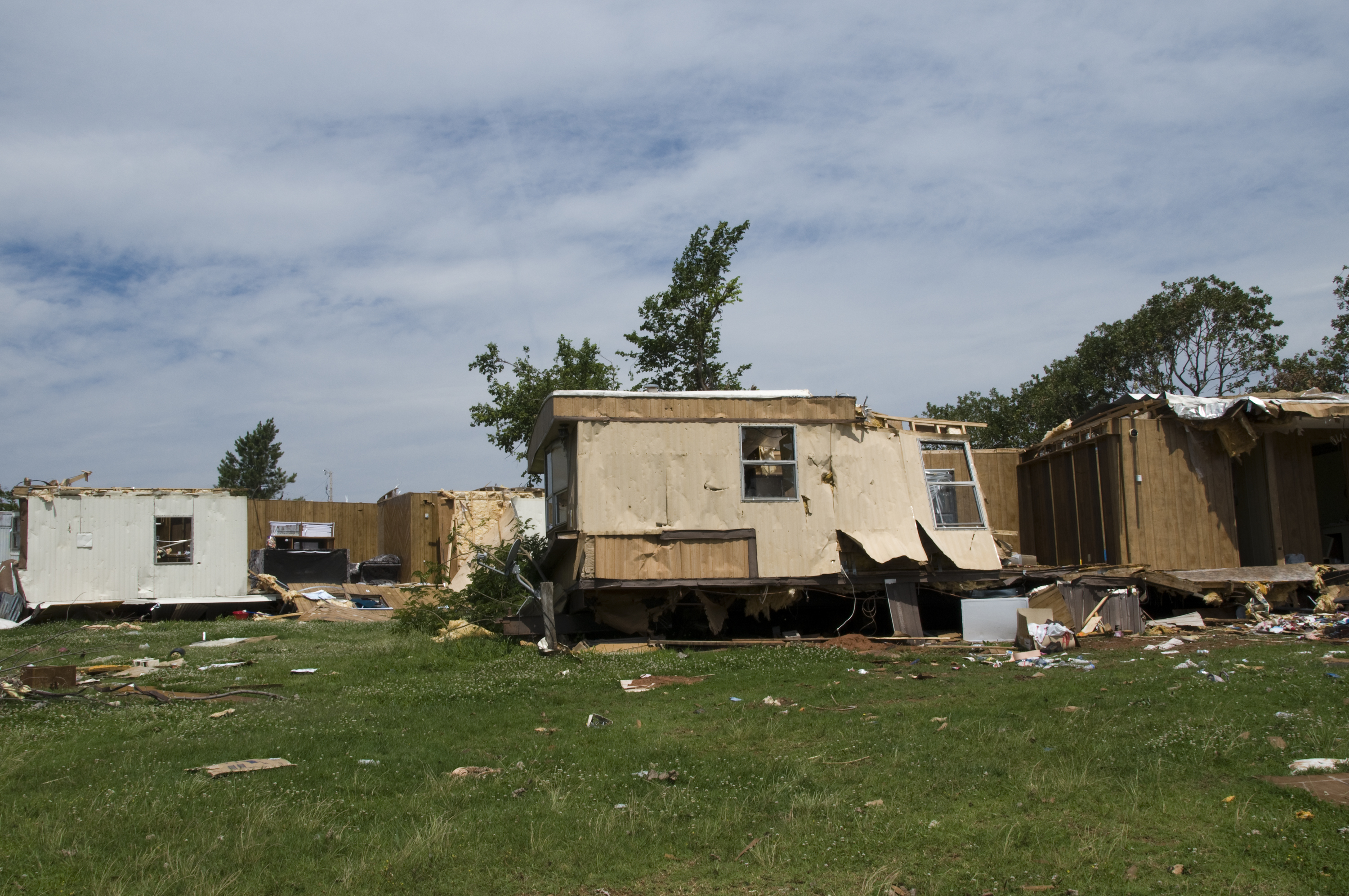
2010年の竜巻の被害

スロータービルは、20世紀初頭にジェームズ・スローターが経営していた食料品店にちなんで名付けられた。
インディアン準州時代は未割り当ての土地に指定され入植が規制されていたが、1889年に開放された(Land Rush of 1889）。同年中に最初の建物が建てられた。近隣のノーマン、ノーブル、レキシントンとの合併を避けるため、1970年まで法人化されなかった。
市制施行時の面積は27平方マイル (70 km2)だった。1980年代に面積の約40パーセントにあたる地域が分離したものの、その後も土地の併合を続け、2000年までに面積は38.108平方マイル (98.70 km2)まで広がった。
「スローター」には屠殺という意味も持つため、2004年に動物の倫理的扱いを求める人々の会（PETA）はスロータービルに対してベジビル（Veggieville）への改称を要請し、その見返りとして2万ドル分のヴェジーバーガーの寄付を申し出たことで話題となった。スロータービル町議会はPETAと地元住民のプレゼンテーションを聞いたあと、この提案を却下した。

## 地理
スロータービルはクリーブランド郡南部に位置し、北はノーマン、北西はノーブルと接している。西の一部はカナディアン川と接している。川の向かいはマクレーン郡である。
国道77号線が町を通っており、北に33マイル (53 km)進むとオクラホマシティの中心部、南に6マイル (9.7 km)進むとパーセルに至る。
アメリカ合衆国国勢調査局によると、2023年の総面積は39.002平方マイル (101.01 km2)で、そのうち陸地は38.631平方マイル (100.05 km2)、水域は0.371平方マイル (0.96 km2)、割合は0.95パーセントである。

## 住民
2020年国勢調査によると人口は4,163人である。人種別だと白人が4分の3を占める。
| 人種 / 民族 (NH = 非ヒスパニック)               | 人口  | 割合   |
| ----------------------------------------------- | ----- | ------ |
| 白人 (NH)                                       | 3,197 | 76.80% |
| アフリカ系アメリカ人 (NH)                       | 29    | 0.70%  |
| ネイティブ・アメリカンおよびアラスカ先住民 (NH) | 251   | 6.03%  |
| アジア系アメリカ人 (NH)                         | 2     | 0.05%  |
| 太平洋諸島系 (NH)                               | 2     | 0.05%  |
| その他の人種 (NH)                               | 20    | 0.48%  |
| 混血 (NH)                                       | 390   | 9.37%  |
| ヒスパニック/ラテン系アメリカ人                 | 272   | 6.53%  |
| 合計                                            | 4,163 | 100%   |